# Brucerolis hurleyi
Brucerolis hurleyi är en kräftdjursart som beskrevs av Storey och Gary C.B. Poore 2009. Brucerolis hurleyi ingår i släktet Brucerolis och familjen Serolidae.
Artens utbredningsområde är havet kring Nya Zeeland. Inga underarter finns listade i Catalogue of Life.